# Großschatzmeister von Litauen

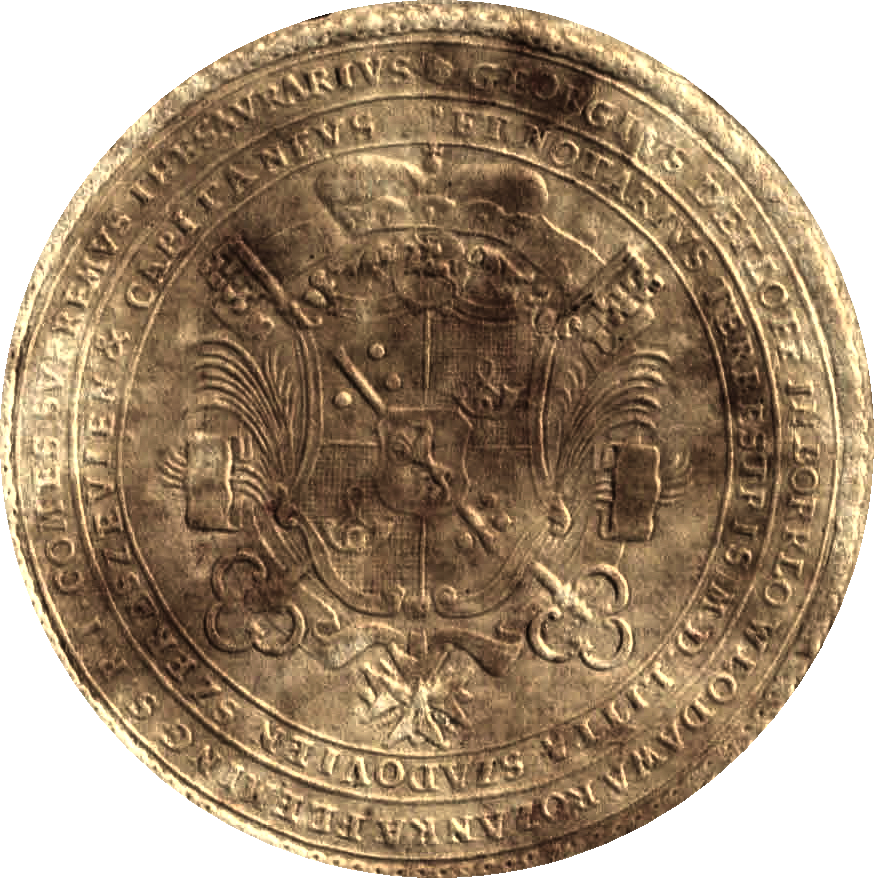
Siegel von Georg Detlev von Flemming, Großschatzmeister von Litauen von 1746 bis 1764

Großschatzmeister von Litauen (poln. Podskarbi wielki litewski, lit. Lietuvos didysis iždininkas) war ein Hofamt in der Adelsrepublik Polen-Litauen. 
Der Großschatzmeister von Litauen war für den Kronschatz und die Münzpräge in Litauen verantwortlich. Das Amt wurde von König Sigismund II. August im 16. Jahrhundert als Pendant zum Amt des Großkronschatzmeister in der Polnischen Krone eingeführt. Beide wurden vom König ins Amt berufen, waren jedoch gegenüber dem Sejm zur Rechenschaft verpflichtet. Der Sejm legte auch ihre Kompetenzen fest und konnte sie dazu ermächtigen, Schulden zu machen, Staatsvermögen zu verpfänden oder Münzen zu prägen. Ab 1569 war der Großschatzmeister von Litauen qua Amt Mitglieder des Senats. Der Großkronschatzmeister war bereits seit 1504 Mitglied des Senats qua Amt.

## Nachweise
- Góralski, Zbigniew: Urzędy Staropolskie (polnisch)